# Distrito de Sarhua
El distrito de Sarhua es uno de los doce que conforman la provincia de Fajardo ubicada en el departamento de Ayacucho en el Sur del Perú.

## Ubicación
El distrito de Sarhua pertenece a la provincia de Fajardo. Su capital es Sarhua, en el departamento de Ayacucho, Perú. Su nombre antiguamente era Villa San Juan de Sarhua. Sarhua es una comunidad campesina rural, cuya población se dedica principalmente a la agricultura, pastoreo y artesanía que les sirve básicamente de autoabastecimiento.

## Reseña histórica

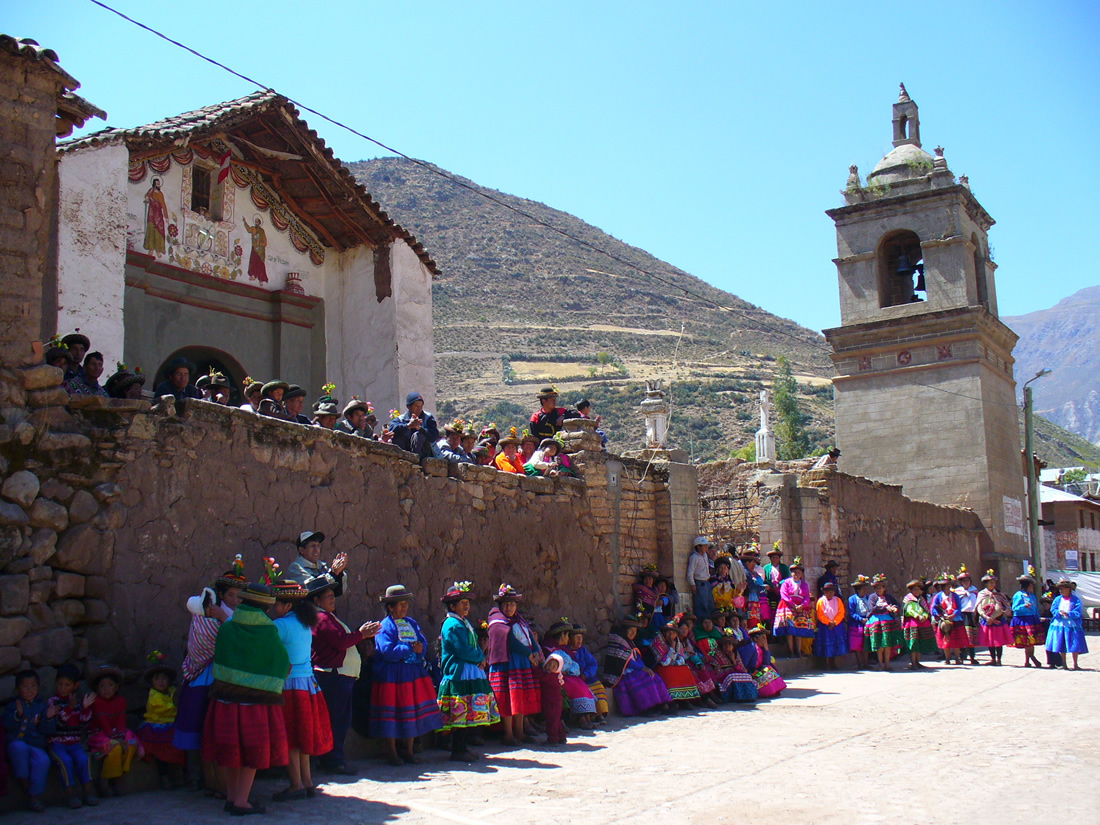
Iglesia de Sarhua

Sarhua es considerada como la cuna de la artesanía y bastión de la resistencia andina cultural. La palabra Sarhua  proviene de quechua "Sarwi" que significa restos de animales, que han sido presas de otros para su alimentación en  medio de espesa vegetación. En lo que hoy es la Plaza de Armas había una laguna. Sarhua  fue fundada en 1564 por el cacique Pedro Puma, no obstante, antes de esta fecha hubo poblaciones en las partes más altas entre las agrestes cumbres de las cuencas de los ríos Pampas y Ccaracha.y que actualmente podemos apreciar como Poccuri LLamccaya, Moros, Curaurcco, Cunyacc y muchos otros.  Sarhua fue fundado como comunidad indígena en el Virreinato, la evangelización católica y sus festividades religiosas y su construcción de su iglesia  virreinal, es muestra de ello. Esta localidad fue elevada a la categoría de Distrito en el año de 1910, el día 14 de noviembre, según el artículo 2do de la Ley 1306.

## Cómo llegar
Sarhua se ubica hacia el sur del departamento de Ayacucho en el Perú. Hay 125 kilómetros de distancia desde Huamanga, capital del departamento, a Sarhua. Esto en la Panamericana, vía principal, equivale a poco más de una hora. Pero en la sierra, donde los caminos son trochas que suben y bajan cerros abruptos, esos 125 kilómetros pueden recorrerse en seis horas si uno no es conocedor de la ruta y hasta diez si es de noche. 
El primer punto referencial de llegada es el poblado Pampa Cangallo (distrito de Los Morochucos); luego la comunidad de Pomabamba actualmente conocida como distrito María Parado de Bellido, ambas comunidades corresponden a la provincia de Cangallo, puede uno optar por quedarse y proseguir al día siguiente o como tomar una movilidad en Huamanga a primeras horas del día (6 a. m.) para hacer un recorrido hasta las 12:00 o 1:00 p. m., dependiendo del estado la vía y de la movilidad. Luego de Pomabamba se baja por una pendiente dando constantes vueltas en zig zag para dejar atrás unas cordilleras y llegar al límite de Sarhua llegando a un punto denominado Tinkoq, donde confluyen dos ríos, el río Pampas y el río Qaracha. Actualmente existe un puente moderno por el que atraviesan los peatones y los vehículos de motor; antes generalmente se usaba un puente colgante. Finalmente se llega a Sarhua, comunidad conocida por sus ricas tradiciones y cultura ancestral aún vigentes.

## Turismo
- En algunas comunidades campesinas, aún es costumbre que el pueblo apoye a los recién casados en la construcción de su vivienda. En Sarhua hasta mediado del siglo XX, los comuneros obsequiaban vigas y tablones previamente decorados con motivos alusivos a la pareja y su familia.[3] Los tablones se leen de abajo hacia arriba, empezando por la dedicatoria de su compadre y la firma de quien hace el regalo (compadres, padrinos y testigos), en el siguiente cuadro representa una imagen de la Virgen de la Asunción (la imagen lleva acuerdo el nombre de la vivienda o como fue Bautizada en su semiento), el siguiente cuadro es plasmado a todos los integrantes de la familia (esposo, esposa, hijos y sus animales), cada quien con sus labores cotidianas. En el siguiente cuadro plasman a los padres de las parejas mencionando sus nombres, luego siguen los familiares más cercanos hasta terminar con los más lejanos. El penúltimo cuadro representa el cargo actual de la pareja o también retrato del compadre quien lo obsequia. y en la parte superior los Apus, cóndores, el sol y la luna como el símbolo de los andes o dioses andinos.[4]

- Para su elaboración se cubren las tablas de madera con masilla blanca preparada con cola y tierras blancas. Luego de dejar secar unos días, se divide los cuadros de acuerdo a la cantidad de su familia, a quienes van dibujando con sus respectivas labores y profesiones. Los materiales que usan son las plumas de cóndor para el delineado y las letras, los pigmentos son tierras de colores o anilinas que se aplican con pincel (elaborados de barba de chivo).

- La viga de Sarhua más antigua data de 1876 y mide 2.80 metros.

- Las vigas suelen medir dependiendo la medida de la casa y no menos de 2.50 metros por 30 cm de ancho, pero como piezas de arte se les encuentra hasta de 30x30 cm.

## Artesanía

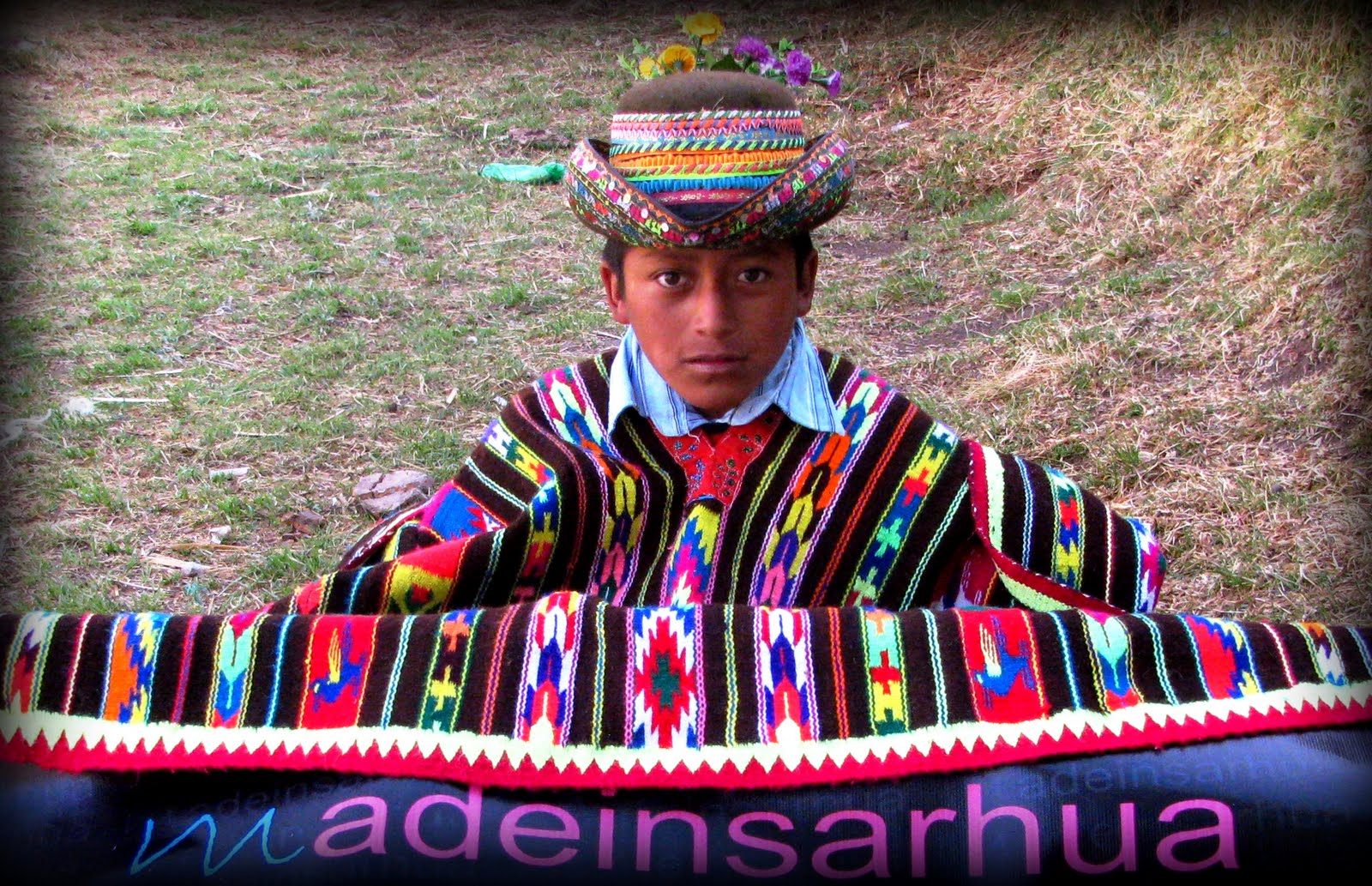
Textilería de Sarhua

Son conocidos mundialmente por sus trabajos artesanales hechos en madera comúnmente conocidos como las tablas de Sarhua.
Los trajes elaborados en Sarhua se caracterizan por la abundancia de colores llamativos y la originalidad de su diseño. Los mismos están elaborados artesanalmente con textiles naturales de origen local.
En Sarhua, conocimientos ancestrales para la elaboración de distintos tipos de artesanía se han perpetuado de generación en generación, destacando el diseño y la elaboración artesanal de:
- Ponchos (MURUY PUNCHU)
- Fajas (CHUMPI)
- Cinturones (CHIMPITA)
- Sujetadores (SIMPA WATAKU)
- Bastones tallados o báculos(VARA)
- Tablas pintadas (Ancestrales y utilitarias)
- Faldas coloridas (QILLQAY WALI)
- Sombrero (RUQU)

## Folclore y gastronomía

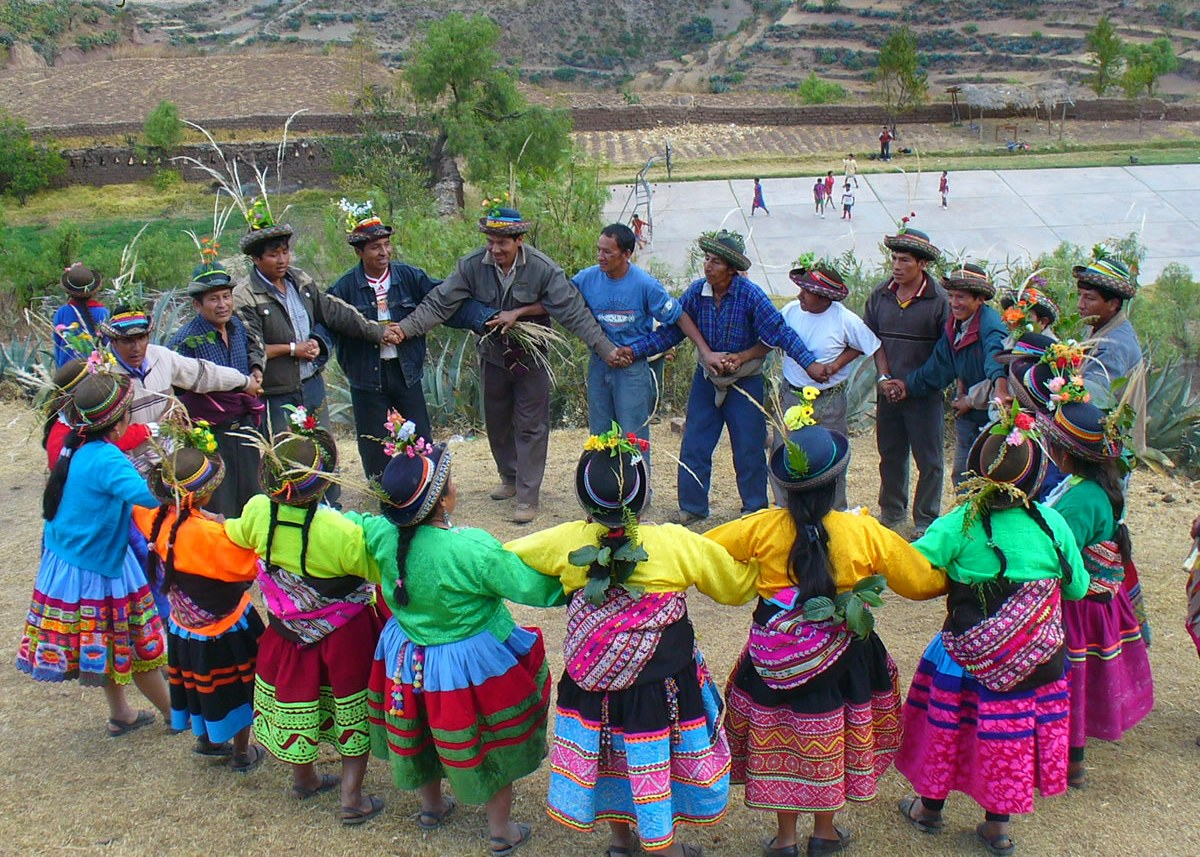
Qachua baile típico de Sarhua.

### Platillos
Entre los platillos típicos de la gastronomía sarhuina se encuentran:
- Orotinya (URU TINYA): hecho a base de trigo entero, arvejas enteras (secas), habas secas enteras y huesos manzano.
- Paicco (PAYQU CHUPI): sopa hecha a base de morón de trigo, con huevo, queso, paico, huacatay. Se consume durante los carnavales.
- Sopa de verduras (LLULLU CHUPI): Sopa hecha a base de verduras, haba verde, calabaza verde, chocho, cebolla china, ataqu y leche. Solo consume en los meses de febrero y marzo.
- Mondongo.
- Yuyu picante.
- Sopa de oca.
- Sopa de morón.
- Cuy chactado.
- Chicharrón.
- Mazamorras.

### Bebidas y chichas
- Chicha de jora, chicha preparada con maíz. El proceso de la preparación es laborioso. Primero se entierra el maíz cubierto con ramas, por unos cinco a seis días, luego se extrae para dejarlo bajo el sol. Cuando se ha secado por completo se hierve en ollas de barro y esto se exprime en botijas de barro para posteriormente dejar que se fermente. Esta bebida se presenta en las fiestas tradicionales y patronales.

- Siete semillas su preparación es a base de siete semillas (quinua, cebada, trigo, maíz, achita, haba y garbanzo) las cuales son molidas en conjunto y luego se hierve. Para servir se echa sésamo y azúcar.

- Chicha de molle. Para preparar esta bebida se muele el fruto del molle en batán y luego se hace hervir para colocarlo más tarde en las botijas de barro para su fermentación. Esto se consume en las fiestas patronales y tradicionales.

- Upi es una bebida extraída de la cabuya.

## Costumbres y tradiciones
- Puccllay o carnavales

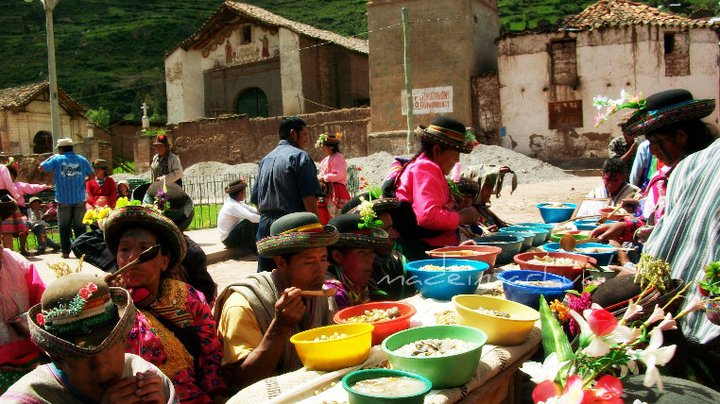
Plaza de Sargua

- Se practica todavía el ayni y la minka, sistemas de trabajo comunal.

- Tabla Apacuycuy Es tradición que cuando una familia construye una casa nueva el compadre (amigo muy cercano) le regala una tabla pintada con la historia de la familia y ésta es colocada en la viga de la casa nueva. Se dice que quien no cumple la tradición es criticada por la población Sarhuina. Y estas son las famosas Tablas de Sarhua.

- Yaku Raymi o Qachwa Es una fiesta que se celebra en agosto y septiembre. En la cual se limpia los canales de agua que sirven para el riego de las chacras. También compiten en los juegos tradicionales EL RIMPUQU los dos ayllus (SAWQA con QULLANA). Los dos ayllus actuales de la comunidad. (anteriormente eran cuatro ayllus SAWQA, WANKA, QULLANA y CHUNKU)

- San juan se celebra el 24 de junio en cada año. en donde baja el vaquero de YURAQ YAKU (SALLQA VAQUERO) Acompañado por la batallón de caballos donde participan los familiares y los jinetes del pueblo y una brava corrida de toro.

- Mamacha Asunta o fiesta patronal Se celebra el 15 de agosto de cada año. En donde baja el vaquero de MURUS (QICHWA VAQUERO) Acompañado por la batallón de caballos donde participan los familiares y los mejores jinetes del pueblo y una brava corrida de toro.

## Otras fiestas
- La bajada de Reyes (6 de enero).
- Carnaval de Sarhua (febrero o marzo).
- San Juan (24 de junio).
- Fiestas Patrias (28 de julio)
- Virgen de Asunción (15 de agosto - Fiesta patronal).
- Yaku Raymi o Qachwa (24 y 25 de Agosto) Hatun Yarqa.
- Yaku Raymi o Qachwa (08 de septiembre) Harkata yarqa.
- Aniversario del pueblo (14 de noviembre).
- Navidad (24 y 25 de diciembre).

## Autoridades

### Autoridades tradicionales
- Alcalde Vara (máxima autoridad de la localidad).

- Kampu Vara (sus brazos del Alcalde Vara).
- Regidor Vara (Hijos de Kampu).

- Alguacil Vara "Qari Churiaq" (sus hijos del Regidor Vara).

Son iguales rangos en los autoridades tradicionales en los dos ayllus, sawqa y qullana

### Autoridades municipales
- 2019 - 2022[5]
  - Alcalde: Juan Pablo Quichua Baldeón, de Qatun Tarpuy.
  - Regidores:

  1. Héctor López Carrasco
  2. Julio Canchari Vilca
  3. Rosa Vargas Chuchón
  4. Ciro Camilo Evanán Vivanco
  5. Tomas Pomasoncco López

### Cargos tradicionales

#### Varayuq
- Alguacil (el primer cargo ciudadano).
- Regidor vara.
- Kampu Vara.
- Alcalde Vara.

#### Mayordomo
- Quien contabiliza a la población en las asambleas, faenas o mita (Sawqa y Qullana)

#### Mayordomía
- Mayordomo de los Santos

#### Iglesiantes
- Sacristan
- Priveste

#### Vaqueros
- A cargo de velar los ganados de la comunidad.